# Кальтовский сельсовет
Кальтовский сельсовет — муниципальное образование в Иглинском районе Башкортостана.

## История
Согласно «Закону о границах, статусе и административных центрах муниципальных образований в Республике Башкортостан» имеет статус сельского поселения.
2004 год
Закон Республики Башкортостан «Об изменениях в административно-территориальном устройстве Республики Башкортостан, изменениях границ и преобразованиях муниципальных образований в Республике Башкортостан», ст. 1, ч.5 гласит:

5. Изменить границы Архангельского района, Краснокуртовского сельсовета Архангельского района, Иглинского района, Кальтовского сельсовета Иглинского района согласно представленной схематической карте, передав часть территории площадью 7,7 га Краснокуртовского сельсовета Архангельского района в состав территории Кальтовского сельсовета Иглинского района.

## Население
| 2002  | 2009  | 2010  | 2012  | 2013  | 2014  | 2015  |
| ----- | ----- | ----- | ----- | ----- | ----- | ----- |
| 1440  | ↗1548 | ↘1354 | ↘1333 | ↘1306 | ↗1312 | ↘1290 |
| 2016  | 2017  | 2018  |       |       |       |       |
| ↘1272 | ↘1270 | ↘1254 |       |       |       |       |

## Состав сельского поселения
| №  | Населённый пункт    | Тип населённого пункта       | Население |
| -- | ------------------- | ---------------------------- | --------- |
| 1  | Кальтовка           | село, административный центр | ↘714      |
| 2  | Балажи              | деревня                      | ↘215      |
| 3  | Чкаловское          | деревня                      | ↘134      |
| 4  | Первомайское        | деревня                      | ↗76       |
| 5  | Кузнецовка          | деревня                      | ↘58       |
| 6  | Ольгинское          | деревня                      | ↘46       |
| 7  | Ворошиловское       | деревня                      | ↘32       |
| 8  | Юремис-Надеждинское | деревня                      | ↘28       |
| 9  | Коммунар            | деревня                      | →19       |
| 10 | Петровское          | деревня                      | ↗15       |
| 11 | Ленинское           | деревня                      | ↘10       |
| 12 | Новосимское         | деревня                      | ↘7        |
| 13 | Мамаевка            | деревня                      | ↘0        |

### Упразднённые населённые пункты
- деревня  Бабенское и Малеевка,  посёлок  Вавиловка — упразднены в 2005 году (Закон Республики Башкортостан от 20 июля 2005 года № 211-з «О внесении изменений в административно-территориальное устройство Республики Башкортостан в связи с образованием, объединением, упразднением и изменением статуса населённых пунктов, переносом административных центров»).
- деревня Шишкинское  — упразднена в 1980 году согласно Указу Президиума ВС Башкирской АССР от 05.11.1980 N 6-2/359 «Об исключении некоторых населенных пунктов из учетных данных по административно-территориальному делению Башкирской АССР».